# Llawhaden Castle
Llawhaden Castle (walisisch Castell Llawhaden) ist die Ruine einer Höhenburg in Wales. Die als Kulturdenkmal der Kategorie Grade I und als Scheduled Monument geschützte Anlage liegt westlich des Dorfes Llawhaden nordwestlich von Narberth in Pembrokeshire.

## Geschichte
Llawhaden war bereits vor der normannischen Eroberung von Wales im Besitz der walisischen Bischöfe von St Davids. Bernard, der erste normannische Bischof der Diözese, ließ vermutlich vor 1115 eine erste Burg in Llawhaden errichten, die aus einem mit Palisaden befestigten Ringwall bestand. Als der walisische Lord Rhys 1193 gegen den englischen König Richard I. rebellierte, wurde die Burg von den Walisern erobert und zerstört. Zu Beginn des 13. Jahrhunderts wurde die Burg von den Bischöfen wieder aufgebaut, wobei die Befestigungen nun aus Stein errichtet wurden. Vermutlich unter Bischof Thomas Bek begann nach 1280 der weitere Ausbau der Burg. Ende des 14. Jahrhunderts ließ Bischof Adam Houghton den Südflügel und das Torhaus errichten. Die Pläne hierfür stammten von John Fawle, der auch als Kommandant der Burg diente. Der Palas wurde wahrscheinlich auch unter Bischof Houghton errichtet. Die neuen Gebäude ragten teils über die Ringmauer heraus, so dass sich der runde Grundriss zu einer unregelmäßigen, vieleckigen Anlage wandelte, die nun eher ein befestigtes Herrenhaus als eine Burg war. Bis ins frühe 15. Jahrhundert blieb die Anlage eine der Hauptresidenzen der Bischöfe von St David’s. Angesichts der Rebellion von Owain Glyndŵr wurde die Burg 1402 mit einer Garnison besetzt, vermutlich wurde während dieser Zeit auch das Torhaus ausgebaut. Nach der Niederschlagung der Rebellion wurde die Burg verpachtet. Unter Bischof William Barlow wurden die Mauern im 16. Jahrhundert teilweise geschleift. 1616 erhielt Bischof Richard Milbourne die Erlaubnis, die Burg abzureißen. Dieser Plan wurde jedoch nicht ausgeführt, doch danach verfiel die Burg und diente den Dorfbewohnern von Llawhaden als Steinbruch. Erst Ende des 19. Jahrhunderts wurden Maßnahmen begonnen, um die Ruine zu erhalten. 1971 wurde sie als Kulturdenkmal unter Schutz gestellt. Heute wird sie von Cadw verwaltet und ist zu besichtigen.

## Anlage
Die Ruine befindet sich auf dem Gipfel einer teils steil abfallenden Anhöhe über dem Eastern Cleddau. Sie ist von einem etwa 20 m breiten und 7 m tiefen Graben umgeben, der noch von dem Ringwall des 12. Jahrhunderts stammt. Die Anlage selbst besteht aus den Ruinen von mehreren Gebäuden, die einen unregelmäßigen Innenhof umgeben. Dabei sind von den Gebäuden eher die Außenmauern erhalten, während von den Mauern der Hofseite viele Steine entfernt wurden. Der Zugang zur Ruine führt über einen Damm im Südwesten, der eine frühere Zugbrücke ersetzte. Das Torhaus mit zwei runden Flankierungstürmen wurde in drei Abschnitten gebaut, wobei der Hauptteil im späten 14. Jahrhundert errichtet wurde. Über den Wachräumen im Erdgeschoss der Türme befanden sich Wohnräume. Die Reste der Mauern an der Westseite gehören zu den ältesten erhaltenen Bauten der Burg aus dem frühen 13. Jahrhundert. Die Westseite wurde weiter durch einen Rundturm mit massiven, bis zu 3 m dicken Mauern geschützt, von denen allerdings nur noch Reste erhalten sind. An der Nordseite sind weitere Reste der Ringmauer und von einem weiteren kleinen Rundturm erhalten. Im Nordosten der Anlage befinden sich die Reste des unterkellerten Palas. Von diesem ist der Gewölbekeller, aber nur wenig des darüberliegenden Saals erhalten. Nördlich des Palas befand sich die Küche, südlich die Wohnräume der Bischöfe. An der Südseite der Anlage befinden sich die Ruinen eines weiteren, langgestreckten Flügels mit Wohnräumen, der dazu am östlichen Ende auch die frühere Burgkapelle enthielt. Zwei achteckige Türme an der Südseite ragen weit in den Burggraben hinein, ein quadratischer, fünfgeschossiger Turm an der Hofseite diente als Treppen- und Wachtturm. Die Mauern und Türme wurden aus grob behauenem Sandstein errichtet, später wurde dunkler Caerbwdy-Stein für Fensterrahmen und Zierbänder im Mauerwerk verwendet.